# ويليام إف. ستون
ويليام إف. ستون هو سياسي أمريكي، ولد في 29 سبتمبر 1909 في ستونفيل في الولايات المتحدة، وتوفي في 18 أغسطس 1973 في كارولاينا الشمالية في الولايات المتحدة. نشط حزبياً في الحزب الديمقراطي. وقد انتخب عضو مجلس نواب فرجينيا ‏.